# سدیف
سُدیْف بن اسماعیل بن مَیْمون (؟ -۱۴۶ق) ادیب و شاعر حجازی مخضرم بود. بیشتر اشعارش هجو، مدح و غزل بوده‌است.